# 卡琳·拜伊-迪茨
卡琳·拜伊-迪茨（英語：Karyn Bye-Dietz，1971年5月18日—），美国女子冰球运动员。她曾代表美国国家队参加1998年和2002年冬季奥林匹克运动会冰球比赛，获得一枚金牌和一枚银牌。